# Lucie Chenu
Pour les articles homonymes, voir Chenu.
Lucie Chenu, née le 10 mai 1960, est une autrice française travaillant dans le domaine de la littérature fantastique, de la fantasy et de la science-fiction. Docteure en génétique bactérienne, elle a reçu le Prix Bob Morane à deux reprises (2008 et 2009) pour son activité d’anthologiste.
Elle a été, durant quelques années, active dans l'édition professionnelle tout comme dans le fanzinat et le webzine. Elle a codirigé la collection Imaginaires des éditions Glyphe de 2007 à 2009, date à laquelle elle a démissionné afin de se consacrer à ses propres écrits. 
Toutefois, comme elle semble ne pas pouvoir rester très longtemps à l'écart de la promotion des genres auxquels elle s'est consacrée depuis toujours, Lucie Chenu a été la responsable de la fiction francophone auprès de la revue Mythologica  de sa création en 2012 jusqu'à l'arrêt de la revue, et elle collabore à la revue Galaxies depuis 2013.
Par ailleurs, elle a fait partie du bureau du Syndicat des Écrivains de Langue française en tant que rédactrice en 2014-2015.

## Œuvres

### Recueil de nouvelles
- Les Enfants de Svetambre, Black Coat Press, coll. « Rivière Blanche », 2010, 304 p.  (ISBN 978-1-935558-33-0) ;
- Les Fantasmes de Svetambre, Black Coat Press, coll. « Rivière Blanche », 2014, 228 p.  (ISBN 978-1-61227-282-5).

### Anthologies
- (Pro)Créations[7], Glyphe, coll. « Imaginaires », 2007Prix Bob Morane 2008.
- De Brocéliande en Avalon, Terre de Brume, collection « Grande Bibliothèque Arthurienne », 2008 ;
- Identités, Glyphe, coll. « Imaginaires », 2009 ;
- Passages, Oskar, coll. « Oskar Fantasy », 2010 ;
- Contes de Villes et de Fusées, Ad Astra, hors collection, 2010 ;
- Et d'Avalon à Camelot, Terre de Brume, coll. « Grande Bibliothèque Arthurienne », 2012.